# Шахта «Суходільська-Східна»
ДВАТ "Шахта «Суходільська-Східна». Входить до ДХК «Краснодонвугілля».
Адреса: 94420, м.Суходільськ, Луганської обл.
Проектна потужність 2,7 млн т вугілля на рік. Введена у експліатацію поетапно: перша черга (блок № 2) виробничою потужністю 900 тис. т вугілля на рік — у 1980 р., друга черга (блок № 3) — виробничою потужністю 650 тис. т вугілля на рік — у 1989 р. У 1999 р. шахта розробляла пласт і3 потужністю 0,8-1,3 м. Фактичний видобуток 1722 т/добу (2003). У 2003 р. видобуто 601 тис. т вугілля.

## Аварія 29 липня 2011 року
На шахті «Суходільська-Східна», де о 1 год. 57 хв. 29 липня на горизонті 915 м стався вибух.
- Станом на 7 год. 30 липня загинуло 18 гірників, 2 постраждало та доля 8 гірників залишається невідомою, пошуки яких тривають. До пошуково-рятувальних робіт залучено 20 відділень Державної воєнізованої гірничорятувальної служби Міненерговугілля. Урядову комісію очолює міністр енергетики та вугільної промисловості України Ю.Бойко та міністр надзвичайних ситуацій В.Балога.[1].[2]
- 31 липня оголошено днем жалоби за гірниками, які загинули на шахтах Донеччини та Луганщини 29 липня[3].
- Станом на 31 липня 2011 р. кількість жертв — 26.[4].